# Lista odcinków serialu Gotham
Poniżej znajduje się lista odcinków serialu telewizyjnego  Gotham – emitowanego przez amerykańską stację telewizyjną FOX od 22 września 2014 roku do 25 kwietnia 2019 roku. Powstało pięć serii, które łącznie składają się z 100 odcinków. W Polsce jest emitowany od 8 października 2014 roku przez Universal Channel.
| Seria | Seria | Odcinki | Oryginalna emisja | Oryginalna emisja | Oryginalna emisja   | Oryginalna emisja | Oryginalna emisja |
| Seria | Seria | Odcinki | Premiera serii    | Finał serii       | Premiera serii      | Finał serii       |                   |
| ----- | ----- | ------- | ----------------- | ----------------- | ------------------- | ----------------- | ----------------- |
|       | 1     | 22      | 22 września 2014  | 4 maja 2015       | 8 października 2014 | 28 maja 2015      |                   |
|       | 2     | 22      | 21 września 2015  | 23 maja 2016      | 6 stycznia 2017     | 6 stycznia 2017   |                   |
|       | 3     | 22      | 19 września 2016  | 5 czerwca 2017    | —                   | —                 |                   |
|       | 4     | 22      | 21 września 2017  | 17 maja 2018      | —                   | —                 |                   |
|       | 5     | 12      | 3 stycznia 2019   | 25 kwietnia 2019  | —                   | —                 |                   |

## Sezon 1 (2014-2015)
| Nr | #  | Tytuł oryginalny              | Polski tytuł               | Reżyseria       | Scenariusz           | Premiera FOX         | Premiera Universal Channel |
| -- | -- | ----------------------------- | -------------------------- | --------------- | -------------------- | -------------------- | -------------------------- |
| 1  | 1  | Pilot                         | Pilot                      | Danny Cannon    | Bruno Heller         | 22 września 2014     | 8 października 2014        |
| 2  | 2  | Selina Kyle                   | Selina Kyle                | Danny Cannon    | Bruno Heller         | 29 września 2014     | 15 października 2014       |
| 3  | 3  | The Balloonman                | Baloniarz                  | Dermott Downs   | John Stephens        | 6 października 2014  | 22 października 2014       |
| 4  | 4  | Arkham                        | Arkham                     | TJ Scott        | Ken Woodruff         | 13 października 2014 | 29 października 2014       |
| 5  | 5  | Viper                         | Jad                        | Tim Hunter      | Rebecca Perry Cutter | 20 października 2014 | 5 listopada 2014           |
| 6  | 6  | Spirit of the Goat            | Duch kozła                 | TJ Scott        | Ben Edlund           | 27 października 2014 | 12 listopada 2014          |
| 7  | 7  | Penguin’s Umbrella            | Parasolkarz                | Rob Bailey      | Bruno Heller         | 3 listopada 2014     | 19 listopada 2014          |
| 8  | 8  | The Mask                      | Maska                      | Paul A. Edwards | John Stephens        | 10 listopada 2014    | 26 listopada 2014          |
| 9  | 9  | Harvey Dent                   | Harvey Dwie Twarze         | Karen Gaviola   | Ken Woodruff         | 17 listopada 2014    | 3 grudnia 2014             |
| 10 | 10 | LoveCraft                     |                            | Guy Ferland     | Rebecca Dameron      | 24 listopada 2014    | 10 grudnia 2014            |
| 11 | 11 | Rogues’ Gallery               | Galeria łotrów             | Oz Scott        | Sue Chung            | 5 stycznia 2015      | 22 stycznia 2015           |
| 12 | 12 | What the Little Bird Told Him | O czym wróble ćwierkają    | Eagle Egilsson  | Ben Edlund           | 19 stycznia 2015     | 29 stycznia 2015           |
| 13 | 13 | Welcome Back, Jim Gordon      | Witaj w domu, Jim          | Wendey Stanzler | Megan Mostyn-Brown   | 26 stycznia 2015     | 5 lutego 2015              |
| 14 | 14 | The Fearsome Dr. Crane        | Przerażający dr Crane      | John Behring    | John Stephens        | 2 lutego 2015        | 19 lutego 2015             |
| 15 | 15 | The Scarecrow                 | Strach na wróble           | Nick Copus      | Ken Woodruff         | 9 lutego 2015        | 26 lutego 2015             |
| 16 | 16 | The Blind Fortune Teller      | Ślepa wróżka               | Jeffrey G. Hunt | Bruno Heller         | 16 lutego 2015       | 5 marca 2015               |
| 17 | 17 | Red Hood                      | Czerwony Kapturek          | Nathan Hope     | Danny Cannon         | 23 lutego 2015       | 12 marca 2015              |
| 18 | 18 | Everyone Has a Cobblepot      | Każdy ma jakiegoś Pingwina | Bill Eagles     | Megan Mostyn-Brown   | 2 marca 2015         | 19 marca 2015              |
| 19 | 19 | Beasts of Prey                | Drapieżne bestie           | Eagle Egilsson  | Ken Woodruff         | 13 kwietnia 2015     | 7 maja 2015                |
| 20 | 20 | Under the Knife               | Pod nóż                    | TJ Scott        | John Stephens        | 20 kwietnia 2015     | 14 maja 2015               |
| 21 | 21 | The Anvil or the Hammer       | Między młotem a kowadłem   | Paul Edwards    | Jordan Harper        | 27 kwietnia 2015     | 21 maja 2015               |
| 22 | 22 | All Happy Families Are Alike  | Wojna Gangów               | Danny Cannon    | Bruno Heller         | 4 maja 2015          | 28 maja 2015               |

## Sezon 2 (2015-2016)
| Nr | #  | Tytuł oryginalny                          | Polski tytuł           | Reżyseria         | Scenariusz                      | Premiera FOX         | Premiera Universal Channel |
| -- | -- | ----------------------------------------- | ---------------------- | ----------------- | ------------------------------- | -------------------- | -------------------------- |
| 23 | 1  | Rise of the Villains: Damned If You Do... | I tak źle...           | Danny Cannon      | Bruno Heller                    | 21 września 2015     | 6 stycznia 2017            |
| 24 | 2  | Knock, Knock                              | Kto tam?               | Rob Bailey        | Ken Woodruff                    | 28 września 2015     | 6 stycznia 2017            |
| 25 | 3  | The Last Laugh                            | Kto się śmieje ostatni | Eagle Egilsson    | John Stephens                   | 5 października 2015  | 6 stycznia 2017            |
| 26 | 4  | Strike Force                              | Oddział uderzeniowy    | T.J. Scott        | John Stephens                   | 12 października 2015 | 6 stycznia 2017            |
| 27 | 5  | Scarification                             | Na ostrzu noża         | Bill Eagles       | Jordan Harper                   | 19 października 2015 | 6 stycznia 2017            |
| 28 | 6  | By Fire                                   | Próba ognia            | TJ Scott          | Rebecca Perry Cutter            | 26 października 2015 | 6 stycznia 2017            |
| 29 | 7  | Mommy’s Little Monster                    | Do matki po serce      | Kenneth Fink      | Robert Hull                     | 2 listopada 2015     | 6 stycznia 2017            |
| 30 | 8  | Tonight’s the Night                       | Ta jedna noc           | Jeffrey Hunt      | Jim Barnes                      | 9 listopada 2015     | 6 stycznia 2017            |
| 31 | 9  | A Bitter Pill to Swallow                  | Gorzki lek             | Louis Shaw Milito | Megan Mostyn-Brown              | 16 listopada 2015    | 6 stycznia 2017            |
| 32 | 10 | The Son of Gotham                         | Syn Gotham             | Rob Bailey        | John Stephens                   | 23 listopada 2015    | 6 stycznia 2017            |
| 33 | 11 | Worse Than A Crime                        | Większe zło            | Jeffrey Hunt      | Bruno Heller                    | 30 listopada 2015    | 6 stycznia 2017            |
| 34 | 12 | Mr. Freeze                                | Człowiek lodu          | Nick Copus        | Ken Woodruff                    | 29 lutego 2016       | 6 stycznia 2017            |
| 35 | 13 | A Dead Man Feels No Cold                  | Martwi nie czują zimna | Eagle Egilsson    | Seth Boston                     | 7 marca 2016         | 6 stycznia 2017            |
| 36 | 14 | This Ball of Mud and Meanness             | Dzika dżungla          | John Behring      | Jordan Harper                   | 14 marca 2016        | 6 stycznia 2017            |
| 37 | 15 | Mad Grey Dawn                             | Pochmurny świt         | Nick Copus        | Robert Hull                     | 21 marca 2016        | 6 stycznia 2017            |
| 38 | 16 | Prisoners                                 | Więźniowie             | Scott White       | Danny Cannon                    | 28 marca 2016        | 6 stycznia 2017            |
| 39 | 17 | Into the Woods                            | Im dalej w las...      | Oz Scott          | Rebecca Perry Cutter            | 11 kwietnia 2016     | 6 stycznia 2017            |
| 40 | 18 | Pinewood                                  | Filozof                | John Stephens     | Robert Hull, Megan Mostyn-Brown | 18 kwietnia 2016     | 6 stycznia 2017            |
| 41 | 19 | Azrael                                    | Azrael                 | Larysa Kondracki  | Jim Barnes, Ken Woodruff        | 2 maja 2016          | 6 stycznia 2017            |
| 42 | 20 | Unleashed                                 | Na wolności            | Paul Edwards      | Danny Cannon                    | 9 maja 2016          | 6 stycznia 2017            |
| 43 | 21 | A Legion of Horribles                     | Komnata potworności    | Rob Bailey        | Jordan Harper                   | 16 maja 2016         | 6 stycznia 2017            |
| 44 | 22 | Transference                              | Przeniesienie          | Eagle Egilsson    | Bruno Heller                    | 23 maja 2016         | 6 stycznia 2017            |

## Sezon 3 (2016-2017)
| Nr | #  | Tytuł oryginalny                     | Polski tytuł                          | Reżyseria            | Scenariusz                      | Premiera FOX         | Premiera |
| -- | -- | ------------------------------------ | ------------------------------------- | -------------------- | ------------------------------- | -------------------- | -------- |
| 45 | 1  | Mad City: Better to Reign in Hell... | Lepiej być panem w piekle             | Danny Cannon         | John Stephens                   | 26 września 2016     |          |
| 46 | 2  | Mad City: Burn the Witch             | Spalić wiedżmę                        | Danny Cannon         | Ken Woodruff                    | 26 września 2016     |          |
| 47 | 3  | Look Into My Eyes                    | Spójrz mi w oczy                      | Rob Bailey           | Danny Cannon                    | 3 października 2016  |          |
| 48 | 4  | New Day Rising                       | Wstaje nowy dzień                     | Eagle Egilsson       | Robert Hull                     | 10 października 2016 |          |
| 49 | 5  | Anything for You                     | Dla ciebie wszystko                   | TJ Scott             | Denise Thé                      | 17 października 2016 |          |
| 50 | 6  | Follow the White Rabbit              | Podążaj za Białym Królikiem           | Nathan Hope          | Steven Lilien, Bryan Wynbrandt  | 24 października 2016 |          |
| 51 | 7  | Red Queen                            | Czerwona królowa                      | Scott White          | Megan Mostyn-Brown              | 31 października 2016 |          |
| 52 | 8  | Blood Rush                           | Wrzenie krwi                          | Rob Bailey           | Tze Chun                        | 7 listopada 2016     |          |
| 53 | 9  | The Executioner                      | Kat                                   | John Behring         | Ken Woodruff                    | 14 listopada 2016    |          |
| 54 | 10 | Time Bomb                            | Bomba zegarowa                        | Hanelle M. Culpepper | Robert Hull                     | 21 listopada 2016    |          |
| 55 | 11 | Beware the Green-Eyed Monster        | Strzeż się zielonookiej bestii        | Danny Cannon         | John Stephens                   | 28 listopada 2016    |          |
| 56 | 12 | Ghosts                               | Duchy                                 | Eagle Egilsson       | Danny Cannon                    | 16 stycznia 2017     |          |
| 57 | 13 | Smile Like You Mean It               | Szczerze się uśmiechnij               | Olatunde Osunsanmi   | Steven Lilien, Bryan Wynbrandt  | 23 stycznia 2017     |          |
| 58 | 14 | The Gentle Art of Making Enemies     | Subtelna sztuka robienia sobie wrogów | Louis Shaw Milito    | Seth Boston                     | 30 stycznia 2017     |          |
| 59 | 15 | How the Riddler Got His Name         | Jak Pan Zagadka zyskał swój pseudonim | TJ Scott             | Megan Mostyn-Brown              | 24 kwietnia 2017     |          |
| 60 | 16 | These Delicate and Dark Obsessions   | Nasze małe i mroczne obsesje          | Ben McKenzie         | Robert Hull                     | 1 maja 2017          |          |
| 61 | 17 | The Primal Riddle                    | Najważniejsza zagadka                 | Maja Vrvilo          | Steven Lilien, Bryan Wynbrandt  | 8 maja 2017          |          |
| 62 | 18 | Light the Wick                       | Rozpalić ogień                        | Mark Tonderai        | Tze Chun                        | 15 maja 2017         |          |
| 63 | 19 | All Will Be Judged                   | Wszyscy zostaną osądzeni              | John Behring         | Ken Woodruff                    | 22 maja 2017         |          |
| 64 | 20 | Pretty Hate Machine                  | Maszyna nienawiści                    | Danny Cannon         | Steven Lilien & Bryan Wynbrandt | 29 maja 2017         |          |
| 65 | 21 | Destiny Calling                      | Przeznaczenie wzywa                   | Nathan Hope          | Danny Cannon                    | 5 czerwca 2017       |          |
| 66 | 22 | Heavydirtysoul                       | Heavydirtysoul                        | Rob Bailey           | Robert Hull                     | 5 czerwca 2017       |          |

## Sezon 4 (2017-2018)
| Nr | #  | Tytuł oryginalny                    | Polski tytuł                | Reżyseria            | Scenariusz                     | Premiera FOX         | Premiera |
| -- | -- | ----------------------------------- | --------------------------- | -------------------- | ------------------------------ | -------------------- | -------- |
| 67 | 1  | Pax Penguina                        | Pax Pingwina                | Danny Cannon         | John Stephens                  | 21 września 2017     |          |
| 68 | 2  | The Fear Reaper                     | Kosiarz strachu             | Louis Shaw Milito    | Danny Cannon                   | 28 września 2017     |          |
| 69 | 3  | They Who Hide Behind Masks          | Ci maskami na twarzach      | Mark Tonderai        | Steven Lilien, Bryan Wynbrandt | 5 października 2017  |          |
| 70 | 4  | The Demon’s Head                    | Głowa Demona                | Kenneth Fink         | Ben McKenzie                   | 12 października 2017 |          |
| 71 | 5  | The Blade’s Path                    | Droga mroku i droga światła | Scott White          | Tze Chun                       | 19 października 2017 |          |
| 72 | 6  | Hog Day Afternoon                   | Dzień Świniaka              | Mark Tonderai        | Kim Newton                     | 26 października 2017 |          |
| 73 | 7  | A Day in the Narrows                | Jeden dzień w Narrows       | John Behring         | Peter Blake                    | 2 listopada 2017     |          |
| 74 | 8  | Stop Hitting Yourself               | Przestań bić siebie         | Rob Bailey           | Charlie Huston                 | 9 listopada 2017     |          |
| 75 | 9  | Let Them Eat Pie                    | Niech jedzą ciasta          | Nathan Hope          | Iturri Sosa                    | 16 listopada 2017    |          |
| 76 | 10 | Things That Go Boom                 | Chciałeś wojny!             | Louis Shaw Milito    | Steven Lilien, Bryan Wynbrandt | 30 listopada 2017    |          |
| 77 | 11 | Queen Takes Knight                  | Królowa i rycerz            | Danny Cannon         | John Stephens                  | 7 grudnia 2017       |          |
| 78 | 12 | Pieces of a Broken Mirror           | Odłamki rozbitego lustra    | Hanelle M. Culpepper | Danny Cannon                   | 1 marca 2018         |          |
| 79 | 13 | A Beautiful Darkness                | Przepiękna ciemność         | John Stephens        | Tze Chun                       | 8 marca 2018         |          |
| 80 | 14 | Reunion                             | Spotkanie                   | Annabelle K. Frost   | Peter Blake                    | 15 marca 2018        |          |
| 81 | 15 | The Sinking Ship The Grand Applause | Tonący brzydko się chwyta   | Nick Copus           | Seth Boston                    | 22 marca 2018        |          |
| 82 | 16 | One Of My Three Soups               | Spróbuj mojej zupy          | Ben McKenzie         | Charlie Huston                 | 29 marca 2018        |          |
| 83 | 17 | Mandatory Brunch Meeting            | Służbowy brunch             | Maja Vrvilo          | Steven Lilien, Bryan Wynbrandt | 5 kwietnia 2018      |          |
| 84 | 18 | That’s Entertainment                | A to ci dopiero zabawa      | Nick Copus           | Danny Cannon                   | 12 kwietnia 2018     |          |
| 85 | 19 | To Our Deaths and Beyond            | Do śmierci i po śmierci     | Scott White          | Peter Blake, Iturri Sosa       | 19 kwietnia 2018     |          |
| 86 | 20 | That Old Corpse                     | Ten stary trup              | Louis Shaw Milito    | Charlie Huston                 | 3 maja 2018          |          |
| 87 | 21 | One Bad Day                         | Jeden zły dzień             | Scott White          | Peter Blake, Iturri Sosa       | 10 maja 2018         |          |
| 88 | 22 | No Man’s Land                       | Ziemia niczyja              | Scott White          | Peter Blake, Iturri Sosa       | 17 maja 2018         |          |

## Sezon 5 (2019)
| Nr  | #  | Tytuł oryginalny          | Polski tytuł          | Reżyseria         | Scenariusz                    | Premiera FOX     | Premiera |
| --- | -- | ------------------------- | --------------------- | ----------------- | ----------------------------- | ---------------- | -------- |
| 89  | 1  | Year Zero                 | Rok zerowy            | Danny Cannon      | John Stephens                 | 3 stycznia 2019  |          |
| 90  | 2  | Trespassers               | Intruzi               | Louis Shaw Milito | Danny Cannon                  | 10 stycznia 2019 |          |
| 91  | 3  | Penguin, Our Hero         | Nasz bohater, Pingwin | Rob Bailey        | Tze Chun                      | 17 stycznia 2019 |          |
| 92  | 4  | Ruin                      | Zgliszcza             | Nathan Hope       | James Stoteraux, Chad Fiveash | 24 stycznia 2019 |          |
| 93  | 5  | Pena Dura                 | Pena Dura             | Mark Tonderai     | Iturri Sosa                   | 31 stycznia 2019 |          |
| 94  | 6  | 3 Stitches                | 13 szwów              | Ben McKenzie      | Seth Boston                   | 14 lutego 2019   |          |
| 95  | 7  | Ace Chemicals             | Ace Chemicals         | John Stephens     | Tze Chun                      | 21 lutego 2019   |          |
| 96  | 8  | Nothing’s Shocking        | Nic zaskakującego     | Kenneth Fink      | Seth Boston                   | 28 lutego 2019   |          |
| 97  | 9  | The Trial of James Gordon | Proces Jima Gordona   | Erin Richards     | Ben McKenzie                  | 7 marca 2019     |          |
| 98  | 10 | I Am Bane                 | Jestem Bane           | Kenneth Fink      | James Stoteraux, Chad Fiveash | 21 marca 2019    |          |
| 99  | 11 | They Did What?            | Co zrobili!           | Carol Banker      | Tze Chun                      | 18 kwietnia 2019 |          |
| 100 | 12 | The Beginning...          | Początek              | Erin Richards     | John Stephens                 | 25 kwietnia 2019 |          |